# Championnat du monde des rallyes 2009
Navigation
2008 2010
Le championnat passe de 15 à 12 épreuves. Le rallye Monte-Carlo et le Tour de Corse n'apparaissent pas au calendrier au nom de l'alternance.

## Calendrier / Résultats
| Manche | Rallye                                                        | Podium | Podium             | Podium               | Podium                             | Podium            |
| Manche | Rallye                                                        | Pos.   | Pilote             | Voiture              | Équipe                             | Temps             |
| ------ | ------------------------------------------------------------- | ------ | ------------------ | -------------------- | ---------------------------------- | ----------------- |
| 1re    | Rallye d'Irlande (29 janvier-1er février) résultats détaillés | 1er    | Sébastien Loeb     | Citroën C4 WRC       | Citroën Total World Rally Team     | 2 h 48 min 25 s 7 |
| 1re    | Rallye d'Irlande (29 janvier-1er février) résultats détaillés | 2e     | Daniel Sordo       | Citroën C4 WRC       | Citroën Total World Rally Team     | 2 h 49 min 53 s 6 |
| 1re    | Rallye d'Irlande (29 janvier-1er février) résultats détaillés | 3e     | Mikko Hirvonen     | Ford Focus RS WRC 08 | BP Ford Abu Dhabi World Rally Team | 2 h 50 min 33 s 5 |
|        |                                                               |        |                    |                      |                                    |                   |
| 2e     | Rallye de Norvège (13-15 février) résultats détaillés         | 1er    | Sébastien Loeb     | Citroën C4 WRC       | Citroën Total World Rally Team     | 3 h 28 min 15 s 9 |
| 2e     | Rallye de Norvège (13-15 février) résultats détaillés         | 2e     | Mikko Hirvonen     | Ford Focus RS WRC 08 | BP Ford Abu Dhabi World Rally Team | 3 h 28 min 25 s 7 |
| 2e     | Rallye de Norvège (13-15 février) résultats détaillés         | 3e     | Jari-Matti Latvala | Ford Focus RS WRC 08 | BP Ford Abu Dhabi World Rally Team | 3 h 29 min 37 s 7 |
|        |                                                               |        |                    |                      |                                    |                   |
| 3e     | Rallye de Chypre (13-15 mars) résultats détaillés             | 1er    | Sébastien Loeb     | Citroën C4 WRC       | Citroën Total World Rally Team     | 4 h 50 min 34 s 7 |
| 3e     | Rallye de Chypre (13-15 mars) résultats détaillés             | 2e     | Mikko Hirvonen     | Ford Focus RS WRC 08 | BP Ford Abu Dhabi World Rally Team | 4 h 51 min 01 s 0 |
| 3e     | Rallye de Chypre (13-15 mars) résultats détaillés             | 3e     | Petter Solberg     | Citroën Xsara WRC    | Petter Solberg World Rally Team    | 4 h 52 min 24 s 1 |
|        |                                                               |        |                    |                      |                                    |                   |
| 4e     | Rallye du Portugal (3-5 avril) résultats détaillés            | 1er    | Sébastien Loeb     | Citroën C4 WRC       | Citroën Total World Rally Team     | 3 h 53 min 13 s 1 |
| 4e     | Rallye du Portugal (3-5 avril) résultats détaillés            | 2e     | Mikko Hirvonen     | Ford Focus RS WRC 08 | BP Ford Abu Dhabi World Rally Team | 3 h 53 min 37 s 4 |
| 4e     | Rallye du Portugal (3-5 avril) résultats détaillés            | 3e     | Daniel Sordo       | Citroën C4 WRC       | Citroën Total World Rally Team     | 3 h 54 min 58 s 5 |
|        |                                                               |        |                    |                      |                                    |                   |
| 5e     | Rallye d'Argentine (24-26 avril) résultats détaillés          | 1er    | Sébastien Loeb     | Citroën C4 WRC       | Citroën Total World Rally Team     | 3 h 57 min 40 s 3 |
| 5e     | Rallye d'Argentine (24-26 avril) résultats détaillés          | 2e     | Daniel Sordo       | Citroën C4 WRC       | Citroën Total World Rally Team     | 3 h 58 min 53 s 4 |
| 5e     | Rallye d'Argentine (24-26 avril) résultats détaillés          | 3e     | Henning Solberg    | Ford Focus RS WRC 08 | Stobart VK M-Sport Ford Rally Team | 4 h 01 min 44 s 4 |
|        |                                                               |        |                    |                      |                                    |                   |
| 6e     | Rallye de Sardaigne (22-24 mai) résultats détaillés           | 1er    | Jari-Matti Latvala | Ford Focus RS WRC 09 | BP Ford Abu Dhabi World Rally Team | 4 h 00 min 55 s 7 |
| 6e     | Rallye de Sardaigne (22-24 mai) résultats détaillés           | 2e     | Mikko Hirvonen     | Ford Focus RS WRC 09 | BP Ford Abu Dhabi World Rally Team | 4 h 01 min 25 s 1 |
| 6e     | Rallye de Sardaigne (22-24 mai) résultats détaillés           | 3e     | Petter Solberg     | Citroën Xsara WRC    | Petter Solberg World Rally Team    | 4 h 02 min 53 s 3 |
|        |                                                               |        |                    |                      |                                    |                   |
| 7e     | Rallye de l'Acropole (12-14 juin) résultats détaillés         | 1er    | Mikko Hirvonen     | Ford Focus RS WRC 09 | BP Ford Abu Dhabi World Rally Team | 4 h 09 min 42 s 5 |
| 7e     | Rallye de l'Acropole (12-14 juin) résultats détaillés         | 2e     | Sébastien Ogier    | Citroën C4 WRC       | Citroën Junior Team                | 4 h 10 min 55 s 4 |
| 7e     | Rallye de l'Acropole (12-14 juin) résultats détaillés         | 3e     | Jari-Matti Latvala | Ford Focus RS WRC 09 | BP Ford Abu Dhabi World Rally Team | 4 h 11 min 27 s 5 |
|        |                                                               |        |                    |                      |                                    |                   |
| 8e     | Rallye de Pologne (26-28 juin) résultats détaillés            | 1er    | Mikko Hirvonen     | Ford Focus RS WRC 09 | BP Ford Abu Dhabi World Rally Team | 3 h 07 min 27 s 5 |
| 8e     | Rallye de Pologne (26-28 juin) résultats détaillés            | 2e     | Daniel Sordo       | Citroën C4 WRC       | Citroën Total World Rally Team     | 3 h 08 min 37 s 8 |
| 8e     | Rallye de Pologne (26-28 juin) résultats détaillés            | 3e     | Henning Solberg    | Ford Focus RS WRC 08 | Stobart VK M-Sport Ford Rally Team | 3 h 09 min 33 s 2 |
|        |                                                               |        |                    |                      |                                    |                   |
| 9e     | Rallye de Finlande (31 juillet-2 août) résultats détaillés    | 1er    | Mikko Hirvonen     | Ford Focus RS WRC 09 | BP Ford Abu Dhabi World Rally Team | 2 h 50 min 40 s 9 |
| 9e     | Rallye de Finlande (31 juillet-2 août) résultats détaillés    | 2e     | Sébastien Loeb     | Citroën C4 WRC       | Citroën Total World Rally Team     | 2 h 51 min 06 s 0 |
| 9e     | Rallye de Finlande (31 juillet-2 août) résultats détaillés    | 3e     | Jari-Matti Latvala | Ford Focus RS WRC 09 | BP Ford Abu Dhabi World Rally Team | 2 h 51 min 30 s 8 |
|        |                                                               |        |                    |                      |                                    |                   |
| 10e    | Rallye d'Australie (4-6 septembre) résultats détaillés        | 1er    | Mikko Hirvonen     | Ford Focus RS WRC 09 | BP Ford Abu Dhabi World Rally Team | 2 h 53 min 06 s 5 |
| 10e    | Rallye d'Australie (4-6 septembre) résultats détaillés        | 2e     | Sébastien Loeb     | Citroën C4 WRC       | Citroën Total World Rally Team     | 2 h 53 min 54 s 0 |
| 10e    | Rallye d'Australie (4-6 septembre) résultats détaillés        | 3e     | Daniel Sordo       | Citroën C4 WRC       | Citroën Total World Rally Team     | 2 h 54 min 11 s 1 |
|        |                                                               |        |                    |                      |                                    |                   |
| 11e    | Rallye de Catalogne (2-4 octobre) résultats détaillés         | 1er    | Sébastien Loeb     | Citroën C4 WRC       | Citroën Total World Rally Team     | 3 h 22 min 14 s 7 |
| 11e    | Rallye de Catalogne (2-4 octobre) résultats détaillés         | 2e     | Daniel Sordo       | Citroën C4 WRC       | Citroën Total World Rally Team     | 3 h 22 min 24 s 7 |
| 11e    | Rallye de Catalogne (2-4 octobre) résultats détaillés         | 3e     | Mikko Hirvonen     | Ford Focus RS WRC 09 | BP Ford Abu Dhabi World Rally Team | 3 h 23 min 08 s 8 |
|        |                                                               |        |                    |                      |                                    |                   |
| 12e    | Rallye de Grande-Bretagne (23-25 octobre) résultats détaillés | 1er    | Sébastien Loeb     | Citroën C4 WRC       | Citroën Total World Rally Team     | 3 h 16 min 25 s 4 |
| 12e    | Rallye de Grande-Bretagne (23-25 octobre) résultats détaillés | 2e     | Mikko Hirvonen     | Ford Focus RS WRC 09 | BP Ford Abu Dhabi World Rally Team | 3 h 17 min 31 s 5 |
| 12e    | Rallye de Grande-Bretagne (23-25 octobre) résultats détaillés | 3e     | Daniel Sordo       | Citroën C4 WRC       | Citroën Total World Rally Team     | 3 h 17 min 32 s 5 |
|        |                                                               |        |                    |                      |                                    |                   |

## Équipes et pilotes
| Écurie                                    | Constructeur | Voiture                  | Pilote                    | Copilote             | Manches           |
| ----------------------------------------- | ------------ | ------------------------ | ------------------------- | -------------------- | ----------------- |
| Citroën Total WRT (écurie officielle)     | Citroën      | Citroën C4 WRC           | Sébastien Loeb            | Daniel Elena         | Toutes            |
| Citroën Total WRT (écurie officielle)     | Citroën      | Citroën C4 WRC           | Dani Sordo                | Marc Martí           | Toutes            |
| Citroën Junior Team                       | Citroën      | Citroën C4 WRC           | Chris Atkinson            | Stéphane Prévot      | 1                 |
| Citroën Junior Team                       | Citroën      | Citroën C4 WRC           | Conrad Rautenbach         | Daniel Barritt       | Toutes            |
| Citroën Junior Team                       | Citroën      | Citroën C4 WRC           | Sébastien Ogier           | Julien Ingrassia     | Toutes            |
| Citroën Junior Team                       | Citroën      | Citroën C4 WRC           | Evgeny Novikov            | Dale Moscatt         | 2-4, 6-9          |
| Citroën Junior Team                       | Citroën      | Citroën C4 WRC           | Evgeny Novikov            | Stéphane Prévot      | 11                |
| Citroën Junior Team                       | Citroën      | Citroën C4 WRC           | Aaron Burkart             | Michael Kölbach      | 12                |
| Petter Solberg Rally MSN Edition          | Citroën      | Citroën C4 WRC           | Petter Solberg            | Phil Mills           | 11-12             |
| Petter Solberg Rally MSN Edition          | Citroën      | Citroën Xsara WRC        | Petter Solberg            | Phil Mills           | 2-9               |
| BP Ford Abu Dhabi WRT (écurie officielle) | Ford         | Ford Focus WRC (phase 3) | Mikko Hirvonen            | Jarmo Lehtinen       | Toutes            |
| BP Ford Abu Dhabi WRT (écurie officielle) | Ford         | Ford Focus WRC (phase 3) | Jari-Matti Latvala        | Miikka Anttila       | Toutes            |
| BP Ford Abu Dhabi WRT (écurie officielle) | Ford         | Ford Focus WRC (phase 3) | Khalid Al-Qassimi         | Michael Orr          | 1, 3-4, 6-7, 9-12 |
| Stobart VK Ford Rally Team                | Ford         | Ford Focus WRC (phase 3) | Urmo Aava                 | Kuldar Sikk          | 1-2               |
| Stobart VK Ford Rally Team                | Ford         | Ford Focus WRC (phase 3) | Henning Solberg           | Cato Menkerud        | Toutes            |
| Stobart VK Ford Rally Team                | Ford         | Ford Focus WRC (phase 3) | Matthew Wilson            | Scott Martin         | Toutes            |
| Stobart VK Ford Rally Team                | Ford         | Ford Focus WRC (phase 3) | Paul Bird                 | Ian Windress         | 11                |
| Stobart VK Ford Rally Team                | Ford         | Ford Focus WRC (phase 3) | Steve Perez               | Paul Spooner         | 12                |
| Privé                                     | Ford         | Ford Focus WRC (phase 3) | Aaron MacHale             | Killian Duffy        | 1                 |
| Privé                                     | Ford         | Ford Focus WRC (phase 3) | Peter Stephenson          | Jim Burns            | 12                |
| Van Merksteijn Motorsport                 | Ford         | Ford Focus WRC (phase 3) | Peter van Merksteijn      | Erwin Mombaerts      | 2                 |
| Van Merksteijn Motorsport                 | Ford         | Ford Focus WRC (phase 3) | Peter van Merksteijn      | Hans van Goor        | 4                 |
| Van Merksteijn Motorsport                 | Ford         | Ford Focus WRC (phase 3) | Peter van Merksteijn, Jr. | Eddy Chevaillier     | 2, 4              |
| Munchi's Ford WRT                         | Ford         | Ford Focus WRC (phase 3) | Federico Villagra         | Jorge Perez Companc  | 3, 5-6, 9-11      |
| Munchi's Ford WRT                         | Ford         | Ford Focus WRC (phase 3) | Federico Villagra         | José Luis Díaz       | 4, 7              |
| Munchi's Ford WRT                         | Ford         | Ford Focus WRC (phase 3) | Matti Rantanen            | Mikko Lukka          | 9                 |
| Munchi's Ford WRT                         | Ford         | Ford Focus WRC (phase 3) | Mattias Therman           | Janne Perälä         | 9                 |
| Ipatec Racing                             | Ford         | Ford Focus WRC (phase 3) | René Kuipers              | Erwin Berkhof        | 4                 |
| Ipatec Racing                             | Ford         | Ford Focus WRC (phase 3) | René Kuipers              | Erwin Mombaerts      | 12                |
| Ipatec Racing                             | Ford         | Ford Focus WRC (phase 3) | Dennis Kuipers            | Kees Hagman          | 4, 12             |
| Privé                                     | Ford         | Ford Focus WRC (phase 2) | Gareth MacHale            | Brian Murphy         | 1                 |
| Privé                                     | Ford         | Ford Focus WRC (phase 2) | Austin McHale             | Dermot O'Gorman      | 1                 |
| CLO Racing                                | Ford         | Ford Focus WRC (phase 2) | Jouni Arolainen           | Tapio Suominen       | 2                 |
| CLO Racing                                | Ford         | Ford Focus WRC (phase 2) | Jouni Arolainen           | Risto Pietiläinen    | 9                 |
| Adapta AS                                 | Subaru       | Subaru Impreza S14 WRC   | Mads Østberg              | Ole Kristian Unnerud | 2, 4              |
| Adapta AS                                 | Subaru       | Subaru Impreza S14 WRC   | Mads Østberg              | Veronica Engan       | 6                 |
| Adapta AS                                 | Subaru       | Subaru Impreza S14 WRC   | Mads Østberg              | Jonas Andersson      | 7-9, 12           |
| Adapta AS                                 | Subaru       | Subaru Impreza S14 WRC   | Anders Grøndal            | Maria Andersson      | 2                 |
| Prodrive                                  | Subaru       | Subaru Impreza S14 WRC   | Marcus Grönholm           | Timo Rautiainen      | 4                 |
| Privé                                     | Subaru       | Subaru Impreza S12B WRC  | Eamonn Boland             | Damien Morrissey     | 1-2               |
| Privé                                     | Subaru       | Subaru Impreza S12B WRC  | Tim McNulty               | Eugene O'Donnell     | 1                 |
| Privé                                     | Subaru       | Subaru Impreza S12B WRC  | Jari Ketomaa              | Mika Stenberg        | 9                 |
| Privé                                     | Subaru       | Subaru Impreza S12B WRC  | Graham Coffey             | David Gamblin        | 11                |
| Privé                                     | Subaru       | Subaru Impreza S10 WRC   | Pier Lorenzo Zanchi       | Dario D'Esposito     | 6                 |
| Privé                                     | Subaru       | Subaru Impreza S5 WRC    | Fabio Montanari           | Silvio Stefanelli    | 6                 |
| Privé                                     | Škoda        | Škoda Fabia WRC          | Per-Gunnar Andersson      | Anders Frederiksson  | 2                 |
| Privé                                     | Škoda        | Škoda Octavia WRC        | Jukka Ketomäki            | Kai Risberg          | 9                 |
| Privé                                     | Peugeot      | Peugeot 307 WRC          | Dany Snobeck              | Gilles Mondésir      | 11                |

## Classements
| Rang | Pilote                | Rallyes | Rallyes | Rallyes | Rallyes | Rallyes | Rallyes | Rallyes | Rallyes | Rallyes | Rallyes | Rallyes | Rallyes | Total points |
| Rang | Pilote                | IRL     | NOR     | CYP     | POR     | ARG     | ITA     | GRE     | POL     | FIN     | AUS     | ESP     | GBR     | Total points |
| ---- | --------------------- | ------- | ------- | ------- | ------- | ------- | ------- | ------- | ------- | ------- | ------- | ------- | ------- | ------------ |
| 1er  | Sébastien Loeb        | 10      | 10      | 10      | 10      | 10      | 5       | Ab.     | 2       | 8       | 8       | 10      | 10      | 93           |
| 2e   | Mikko Hirvonen        | 6       | 8       | 8       | 8       | Ab.     | 8       | 10      | 10      | 10      | 10      | 6       | 8       | 92           |
| 3e   | Daniel Sordo          | 8       | 4       | 5       | 6       | 8       | 0       | 0       | 8       | 5       | 6       | 8       | 6       | 64           |
| 4e   | Jari-Matti Latvala    | 0       | 6       | 0       | Ab.     | 3       | 10      | 6       | Ab.     | 6       | 5       | 3       | 2       | 41           |
| 5e   | Petter Solberg        | -       | 3       | 6       | 5       | Ab.     | 6       | Ab.     | 5       | Ab.     | -       | 5       | 5       | 35           |
| 6e   | Henning Solberg       | 5       | 5       | 0       | 4       | 6       | 1       | 0       | 6       | 0       | 2       | 0       | 4       | 33           |
| 7e   | Matthew Wilson        | 2       | 2       | 4       | Ab.     | 4       | 3       | 0       | 4       | 1       | 3       | 2       | 3       | 28           |
| 8e   | Sébastien Ogier       | 3       | 0       | Ab.     | 0       | 2       | Ab.     | 8       | Ab.     | 3       | 4       | 4       | Ab.     | 24           |
| 9e   | Federico Villagra     | -       | -       | 2       | 2       | 5       | Ab.     | 5       | -       | 0       | 1       | 1       | -       | 16           |
| 10e  | Conrad Rautenbach     | 0       | Ab.     | 3       | Ab.     | Ab.     | 0       | 4       | 1       | Ab.     | Ab.     | 0       | 1       | 9            |
| 11e  | Mads Østberg          | -       | 0       | -       | 3       | -       | 2       | 2       | Ab.     | Ab.     | -       | -       | Ab.     | 7            |
| 12e  | Khalid al-Qassimi     | 1       | -       | 1       | 1       | -       | 0       | 3       | -       | 0       | 0       | 0       | 0       | 6            |
| 13e  | Chris Atkinson        | 4       | -       | -       | -       | -       | -       | -       | -       | -       | -       | -       | -       | 4            |
| 13e  | Evgeny Novikov        | -       | 0       | Ab.     | Ab.     | -       | 4       | 0       | 0       | Ab.     | -       | 0       | -       | 4            |
| 13e  | Matti Rantanen        | -       | -       | -       | -       | -       | -       | -       | -       | 4       | -       | -       | -       | 4            |
| 16e  | Krzysztof Holowczyc   | -       | -       | -       | -       | -       | -       | -       | 3       | -       | -       | -       | -       | 3            |
| 17e  | Jari Ketomaa          | -       | -       | -       | -       | -       | -       | -       | -       | 2       | -       | -       | -       | 2            |
| 18e  | Urmo Aava             | 0       | 1       | -       | -       | -       | -       | -       | -       | -       | -       | -       | -       | 1            |
| 18e  | Nasser Al Attiyah     | -       | -       | 0       | 0       | 1       | 0       | 0       | -       | 0       | -       | -       | Ab.     | 1            |
| 18e  | Lambros Athanassoulas | -       | -       | -       | -       | -       | -       | 1       | -       | -       | -       | 0       | -       | 1            |

| Couleur | Résultat                                                         |
| ------- | ---------------------------------------------------------------- |
| Or      | Vainqueur                                                        |
| Argent  | 2e place                                                         |
| Bronze  | 3e place                                                         |
| Vert    | Classé, dans les points                                          |
| Bleu    | Classé, hors des points Non classé (Nc.)                         |
| Mauve   | Abandon (Ab.) Retrait (Re.)                                      |
| Noir    | Disqualifié (Dq.)                                                |
| Blanc   | N'a pas pris le départ (Np.) Forfait (Forf.) Épreuve annulée (A) |
| Aucune  | N'a pas participé (-)                                            |

| Rang | Équipe                         | Rallyes | Rallyes | Rallyes | Rallyes | Rallyes | Rallyes | Rallyes | Rallyes | Rallyes | Rallyes | Rallyes | Rallyes | Total points |
| Rang | Équipe                         | IRL     | NOR     | CYP     | POR     | ARG     | ITA     | GRE     | POL     | FIN     | AUS     | ESP     | GBR     | Total points |
| ---- | ------------------------------ | ------- | ------- | ------- | ------- | ------- | ------- | ------- | ------- | ------- | ------- | ------- | ------- | ------------ |
| 1er  | Citroën Total WRT              | 18      | 14      | 16      | 16      | 18      | 8       | 4       | 12      | 13      | 16      | 18      | 16      | 167          |
| 2e   | BP-Ford Abu Dhabi WRT          | 8       | 14      | 10      | 8       | 3       | 18      | 18      | 10      | 16      | 12      | 10      | 10      | 140          |
| 3e   | Stobart VK M-Sport Ford WRT    | 8       | 8       | 6       | 5       | 10      | 7       | 5       | 11      | 4       | 5       | 4       | 7       | 80           |
| 4e   | Citroën Junior Team            | 5       | 2       | 4       | 0       | 2       | 5       | 6       | 5       | 4       | 5       | 5       | 5       | 47           |
| 5e   | Munchi's Ford World Rally Team | 0       | 0       | 3       | 4       | 5       | 0       | 6       | 0       | 2       | 0       | 2       | 0       | 23           |